# Bütthard
Bütthard là một đô thị ở huyện Würzburg bang Bayern, Đức.